# ای‌ان/اس‌پی‌اس-۴۸
ای‌ان/اس‌پی‌اس-۴۸ (به انگلیسی: AN / SPS-48) یک سامانهٔ رادار سه بعدی یابی هواپیمای دریایی ایالات متحده است که توسط ITT Exelis ساخته شده‌است و در دهه ۱۹۶۰ به عنوان اولین سنسور جستجوی هوایی برای کشتی‌های جنگی ضدهوایی مستقر شده‌است. استقرار AN / SPY-1 و پایان جنگ سرد منجر به از بین بردن تعداد زیادی از این کشتی‌ها شد و بسیاری از این کشتی‌ها AN / SPS-48 برای حمل و نقل هوایی و کشتی‌های دوزیستان استفاده شد برای هدایت اهداف سیستم‌های دفاع هوایی مانند موشک‌های دریایی اسپارو و موشک‌های RIM-116 SAM استفاده می‌شود. مجموعه‌های موجود تحت برنامه ROAR به استاندارد AN / SPS-48G برای قابلیت اطمینان و قابلیت استفاده بهتر می‌پردازند.

## عملیات
یک رادار سه بعدی بر روی یک پایه نصب می‌شود که به ۳۶۰ درجه چرخش اجازه می‌دهد. هدف می‌تواند در یک Azimuth داده شده واقع شود. محدوده هدف نیز با توجه به زمان طول می‌کشد که پرتو به بیرون رفتن و بازگشت به گیرنده شناسایی شده‌است. چه چیزی باعث می‌شود که این سیستم رادار متفاوت باشد توانایی آن در تعیین ارتفاع هدف در بالای سطح آب است. با این سه قطعه داده پردازنده مرکزی رادار توانایی قرار دادن هدف را در X, Y، Z، فضای ۳ بعدی دارد.
برای SPS-48 به‌طور خاص، آنتن به صورت مکانیکی برای اسکن کردن آسیموت چرخانده می‌شود، در حالیکه پرتوها با تغییر فرکانس فرستنده به صورت الکترونیکی هدایت می‌شوند. آنتن ۴۵۰۰ پوند (۲۰۰۰ کیلوگرم) قادر به چرخش در ۷٫۵ یا ۱۵ دور در دقیقه است.
با توجه به ITT Exelis های این سیستم دارای دامنه ای بیش از ۲۰۰ نانومتر (۳۷۰ کیلومتر) و می‌تواند اهداف را تا ارتفاع ۶۹ درجه تکرار کند. AN / SPS-48E قادر به ارائه اطلاعات هدف محدوده، تحمل و ارتفاع با استفاده از یک آنتن فرکانسی است که با استفاده از طیف وسیعی از فرکانس‌های مختلف در Band E و F با سه حالت قدرت بالا، متوسط و کم. رادارهای SPS-48 چندین پرتو را در قطار پالس در فرکانس‌های مختلف پشته می‌کنند. پرتوها اسکن مناطق مختلف ارتفاع، اجازه می‌دهد تا پشته به پوشش تا ۶۹ درجه از ارتفاع.

## تاریخچه
اولین توصیف AN / SPS-48 (و AN / SPS-49 مکمل) در سال ۱۹۵۶ نوشته شده‌است. AN / SPS-48 جایگزین AN / SPS-39 در کلاسهای Belknap, Coontz و Leahy بین سالهای ۱۹۶۷ تا ۱۹۷۵ تحت برنامه مدرنیزاسیون جنگی مبارزه با موشک ضد موشکی هدایت شده‌است. AN / SPS-48E شامل گیرنده دیجیتال و سیگنال پردازنده است که می‌تواند به‌طور خودکار اهداف بسیار کوچک را شناسایی و پیگیری کند، حتی زمانی که مسدود شده‌است. این در ارتقاء تهدید جدید دهه ۱۹۸۰ گنجانده شد.
برنامه AN / SPS-48G برای حل مشکلات ناشی از خستگی طولانی مدت از طریق یک طراحی مجدد سیستم که باعث بهبود قابلیت اطمینان، قابلیت نگهداری و پشتیبانی از رادار می‌شود، از طریق بهبود تکنولوژی، طراحی معماری باز (OA) و بهبود فرایندهای لجستیک در حالی که کاهش هزینه‌های چرخه زندگی را بهبود می‌بخشد. این فقط بر روی طرح واحدهای زیر عرشه تأثیر می‌گذارد. این طرح با استفاده از واحدهای SPS-48G، از سال ۲۰۱۱ تا ۲۰۲۰، انحصاری AN / SPS-48E موجود را خواهد داشت. آنها از سال ۲۰۵۰ و بعد از آن برای کلاس‌های کشتی که دارای SPS-48G هستند، نیازهای ناوبری 3D هوایی را پشتیبانی می‌کنند. تقویت کننده‌های RF اول و دوم، با یک فرستنده حالت جامد جایگزین می‌شوند و گیرنده، پردازنده و پردازنده تشخیص کمکی، که قبلاً در کابینت‌های تجهیزات شخصی قرار گرفته، به یک کابینه واحد متصل می‌شوند. تعداد کمترین واحدهای قابل تعویض به میزان ۸۷٪ کاهش می‌یابد و میانگین زمان بین شکست بحرانی در مورد AN / SPS-48E (V) با ۱۰۴٪ بهبود می‌یابد. قابلیت‌های محاسباتی پردازنده راداری تجاری جدید (COTS) از طریق یک برنامه برنامه‌ریزی شده با تکنولوژی پیشرفته ادامه خواهد یافت. بیشتر بصری و تعاملی ساخته شده در آزمون و نگهداری تعبیه شده و آموزش اپراتوره، تمام داده‌های فنی، مهندسی و تدارکات رادار را در دسترس قرار می‌دهد و امکان نظارت از راه دور و پشتیبانی از راه دور را فراهم می‌کند، در حالی که مدیریت پیکربندی دقیق و به موقع را تضمین می‌کند.

## کاربرد
با اهداف هوا دقیق محل 3D آن را برای رهگیری / حذف از طریق سیستم سلاح کشتی یا از طریق سلاح‌های سلاح‌های مرتبط است که در جای دیگر در دسترس است. این سلف سیستم AEGIS در حال حاضر در ناوشکن کلاس آرلی بروکس و کریزر کلاس Ticonderoga استفاده می‌شود. رادیو AEGIS AN / SPY-1B / D از آرایه‌های فاز شمسی الکترونیکی اسکن شده‌است، در حالیکه SPS-48E فرکانس اسکن شده در ارتفاع را دارد و بر روی یک سوار چرخشی نصب می‌شود که رادار را در زیموت چرخان می‌کند. AN / SPS-48 توسط کشتی‌های نیروی دریایی ایالات متحده مانند کلاس هواپیماهای جنگنده کلاس Nimitz، کشتی‌های نفوذی دریایی کلاس Wasp، کشتی‌های تهاجم دریایی کلاس Tarawa و اسکله حمل و نقل دریایی صنف آنتونویو حمل می‌شود.

## انواع
- AN/SPS-48A -

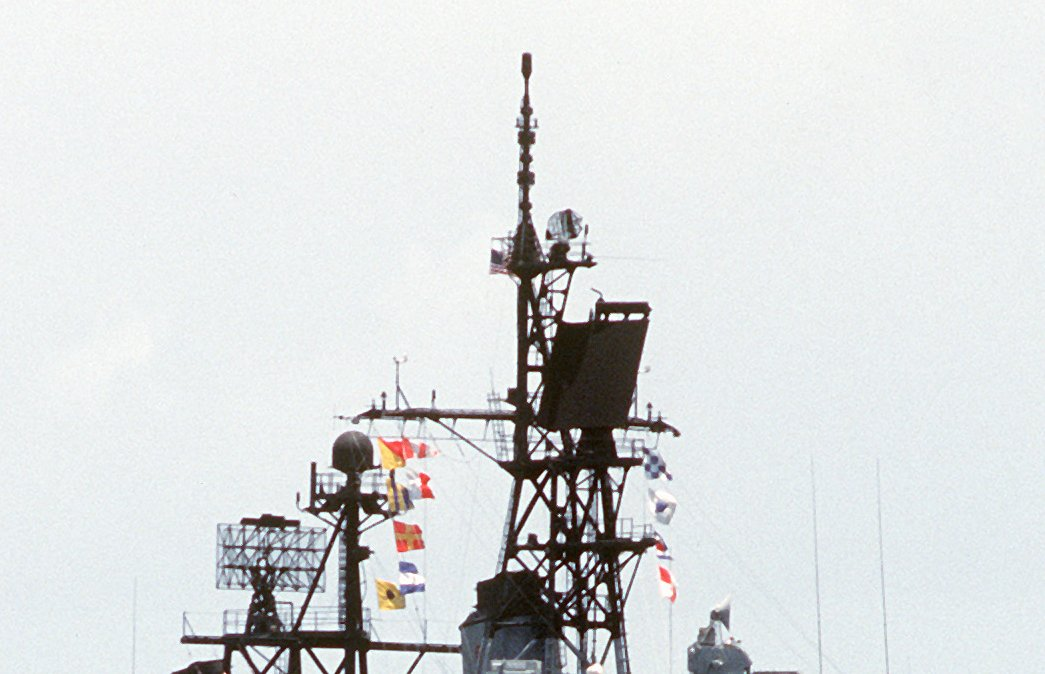
دکل نشان دادن یک SPS-48 رادار در نزدیکی مرکز تصویر است.

- AN/SPS-48B - ناشناخته ممکن است غیر موجود یا نمونه برای -48C
- AN/SPS-48C - -48A با تشخیص خودکار و قابلیت ردیابی و همچنین Moving target indicator (شرکت) قابلیت.
- AN/SPS-48D - Prototype نسخه -48E تست شده بر روی یوا Mahan (DDG-42).
- AN/SPS-48E - در مقایسه با C نوع SPS-48E دو برابر تابش قدرت، افزایش حساسیت گیرنده چهار مرحله جامد-دولت فرستنده نیم اجزای یک -48C و ساخته شده‌است در تست‌های ساده‌تر تشخیص است. در اصل به عنوان بخشی از تهدید جدید ارتقا دهید (NTU) برنامه برای حمایت از SM-2 راه اندازی در جستجو (LOS) قابلیت.
- AN/SPS-48E LBR زمین مبتنی بر رادار نسخه.
- AN/SPS-48 گرمی - جدید-ساخت دیگران به روز رسانی AN/SPS-48E تحت رادار منسوخ شدن و در دسترس بودن و بازیابی (سر و صدا) برنامه است. ۲۹ رادارهای مدرن بودن در هزینه $۱۶۹٫۳ میلیون دلار تحت قرارداد N00024-09-C-5395. جایگزین زیر عرشه واحد با تجهیزات مدرن مبتنی بر معماری باز را کاهش می‌دهد آموزش خواسته‌ها و بهبود قابلیت اطمینان.[۲]